# Контора млину І. Супрунова
Контора млину І. Супрунова (рос. Контора мельницы И. А. Супрунова) — відреставрована будівля в історичній частині міста Ростов-на-Дону на Будьонновському проспекті, 33, (за іншими джерелами — на Будьонновському проспекті, 35). Належить до об'єктів культурної спадщини регіонального значення. Контора млину була побудована в кінці XIX століття. У деяких джерелах це місце згадується як Будівля млину братів Еліцерів — за прізвищем перших власників приміщення.

## Історія

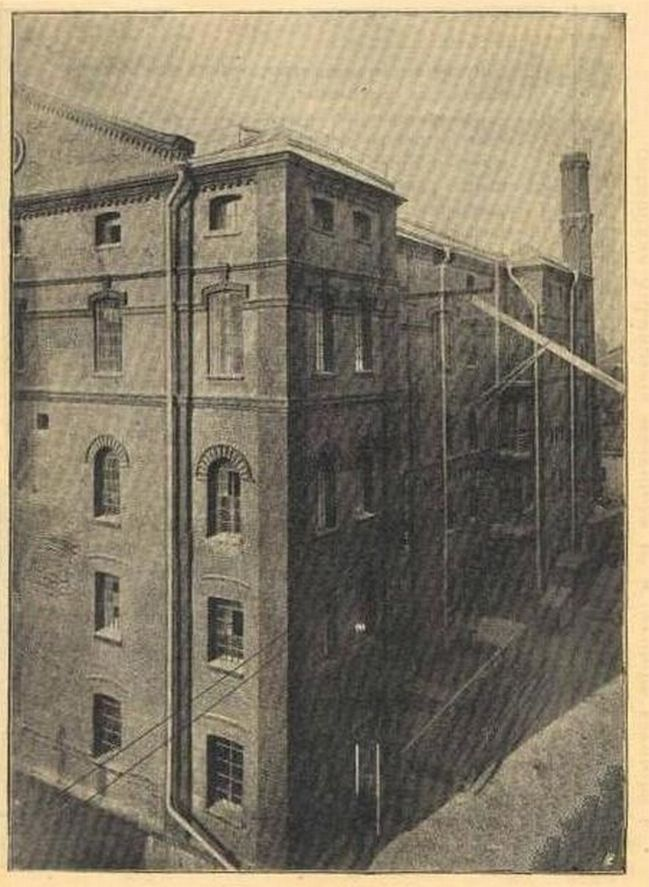
Виробнича будівля млину, між 1890 і 1917 роками

У місці, де був побудований млин Супрунова, в 1863 році перекрили проспект Байковським мостом. У 1884 році ділянки, які прилягали до мосту, викупили городяни. Одним з них був М. І. Еліцер, який придбав ділянку, що примикала до західного боку проспекту. У 1890-х роках він побудував комплекс парового млину, який складався з двоповерхової контори і виробничих будівель. Ще одним власником цих будівель вважався брат М. І. Еліцера — І. І. Еліцер.
У 1904 році нерухомість перейшла в розпорядження І. А. Супрунова. На першому поверсі розміщувався млин, другий поверх був відведений для проживання робітників. У 1940-х роках виробничі споруди млину були зруйновані, а дах контори значно пошкоджений. Після закінчення війни проведений ремонт дозволив використовувати будівлю для житла і магазинів.
У XXI столітті фасад будівлі за особистою ініціативою відновив К. Баблоянц, витративши на реалізацію ідеї понад 3 мільйони рублів. За збереження історичного вигляду Ростова-на-Дону він отримав нагороду — пам'ятну медаль «185 років Байкову Андрію Матвійовичу». Під час проведення реставраційних робіт у 2012 році фасад будинку був очищений від фарби — оголили стару кладку і повернули дому практично той самий вигляд, який у нього був на початку XX століття.

## Опис
Будівля належить до пам'яток архітектури, створених в руському стилі. Її особливістю є виразність архітектурних рішень. Використано прийом розкріповки — центральна і крайні розкріповки щедро декоровані. Будівля складається з двох поверхів, для її будівництва використовували червону цеглу.